# Rie de Boois
Henderika Maria (Rie) de Boois (Zierikzee, 4 juni 1936 – Kerk-Avezaath, 16 november 2010) was een Nederlands politica. Zij was van oorsprong biologe en was van 1972 tot 1987 namens de Partij van de Arbeid (PvdA) lid van de Tweede Kamer der Staten-Generaal.

## Levensloop
De Boois was in de jaren 50 actief in de Nederlandse Jeugdbond voor Natuurstudie. Ze studeerde tot 1962 biologie aan de Rijksuniversiteit Utrecht. In 1976 promoveerde ze aan deze universiteit. Tijdens haar studie doceerde ze biologie op verschillende middelbare scholen. Na haar afstuderen werd ze wetenschappelijk medewerker aan het Rijksinstituut voor Natuurbeheer in Arnhem. In 1966 werd ze namens de PvdA gekozen in de gemeenteraad van Arnhem.
In 1972 kwam ze in de Tweede Kamer. Ze maakte naam als onconventioneel politica die het gebruik van duidelijke taal niet schuwde. In de Kamer hield ze zich vooral bezig met milieu- en natuurbeheer en daarnaast ook met cultuur, wetenschapsbeleid en Koninkrijksaangelegenheden. In 1975 voerde ze het woord tijdens het debat over de onafhankelijkheid van Suriname. Later was ze onder meer voorzitter van de vaste commissie voor Milieuhygiëne en van de vaste commissie voor Milieubeheer. In 1987 nam ze tussentijds afscheid van het parlement en werd ze voorzitter van het Zuiveringsschap Amstel- en Gooiland. Van 1996 tot 2004 was De Boois voorzitter van de Vogelbescherming Nederland.

## Persoonlijk
Rie de Boois was van 1964 tot 1973 getrouwd met partijgenoot en collega-Kamerlid Karel Nagel. Later werd ze de vaste partner van museumdirecteur en televisiepresentator Pierre Janssen, met wie ze tot zijn dood in 2007 in het Gelderse Kerk-Avezaath woonde. In 1986 werd De Boois gekozen tot Dierenbeschermer van het jaar.
Ze stierf in 2010 en is gecremeerd op Moscowa in Arnhem.

## Publicaties
- Schimmelgroei in strooisellagen van enkele bosgronden (dissertatie, 1976)

- Biografisch Portaal: 23731827
- International Standard Name Identifier: 0000 0003 9538 5777
- Nederlandse Thesaurus van Auteursnamen: 098068008
- Parlement.com: vg09lle6vsx0
- Virtual International Authority File: 290045848
- WorldCat: E39PBJghmt4mWBThvQtyQMkCcP